# Westmanska palatset

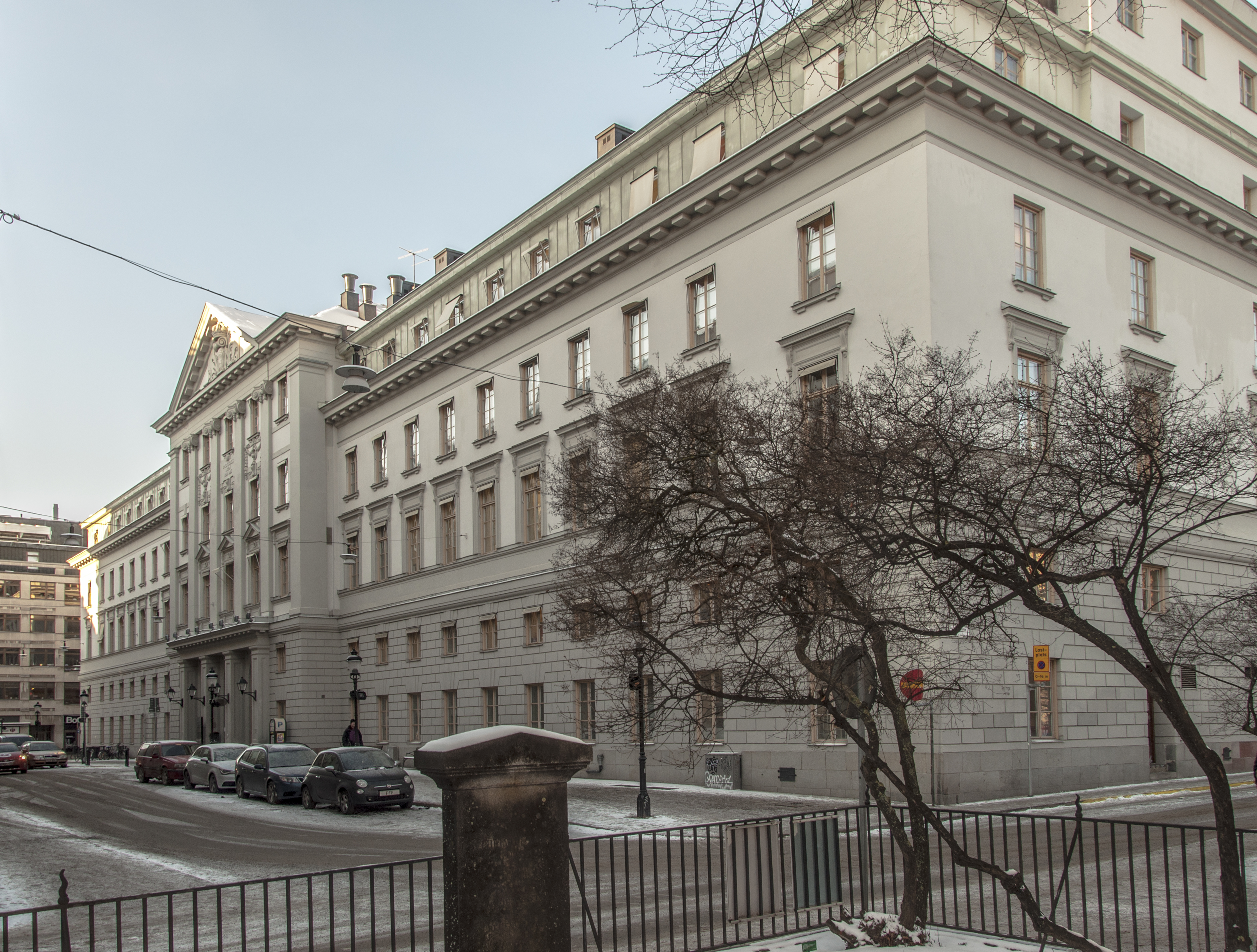
Westmanska palatset år 2014

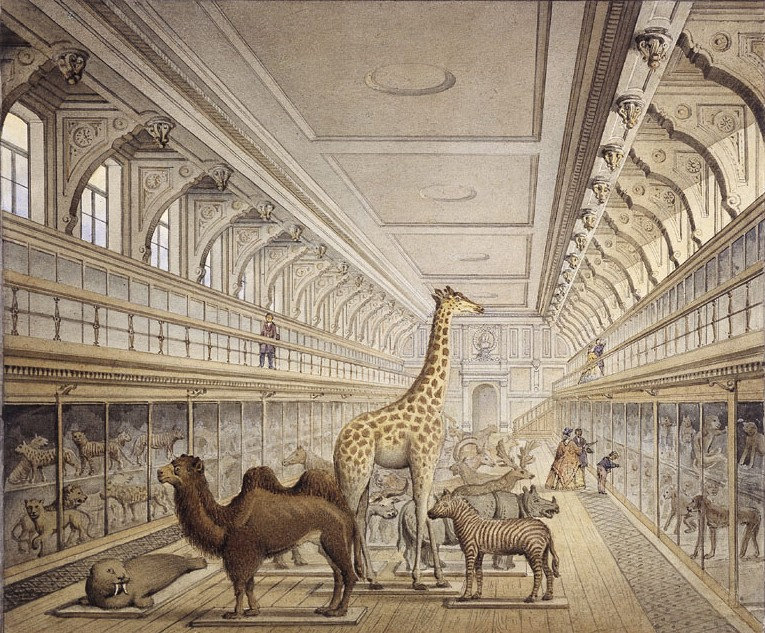
Vetenskapsakademins samling

Westmanska palatset är en fastighet inom kvarteret Grönlandet Norra med adress Wallingatan 2 på Norrmalm i centrala Stockholm.

## Historik
Husets arkitekt var Carl Christoffer Gjörwell d.y. och byggherren var bryggarmästaren Abraham Lorenzon Westman d.y. (1753–1802) som lät bygga huset 1799–1800 till sig och sin familj.  Hans änka och barn flyttade in i byggnadens västra del, resten hyrdes ut. I början av 1800-talet spelade huset en historisk roll: Efter det att Gustav IV Adolf avsatts vid statskuppen 1809 styrdes Sverige härifrån av överstelöjtnant Georg Adlersparre och hans män. Vid den tiden var Westmanska huset också ett viktigt inslag i det stockholmska sällskapslivet. 
År 1828 köpte Kungliga Vetenskapsakademien byggnaden och man inrymde här från 1831 den så kallade Naturhistoriska samlingen, en stor samling av preparerade och uppstoppade djur från alla världsdelar. Denna samling var ursprunget till dagens naturhistoriska riksmuseum. Under åren 1859–1866 byggdes huset ut efter ritningar av arkitekt Albert Törnqvist.  
År 1916 köpte staten fastigheten sedan Vetenskapsakademien flyttat till Frescati. Hela kvarteret byggdes under ledning av Ragnar Östberg om till kontors- och undervisningslokaler för bland annat Tandläkarinstitutet. År 1923 flyttade Kungliga Medicinalstyrelsen in i huset tillsammans med Kriminalvårdsstyrelsen. Senare disponerades byggnaden av bland annat Socialstyrelsen och Försäkringskassan.
Idag ägs och förvaltas fastigheten av Vasakronan. Här finns kontor och lokaler för Universitets- och högskolerådet samt olika företag såsom Bacardi och Mackmyra Svensk Whisky. Omkring 2009–2011 hade  Högsta förvaltningsdomstolen sitt säte här.